# Jordi Bonet i Armengol

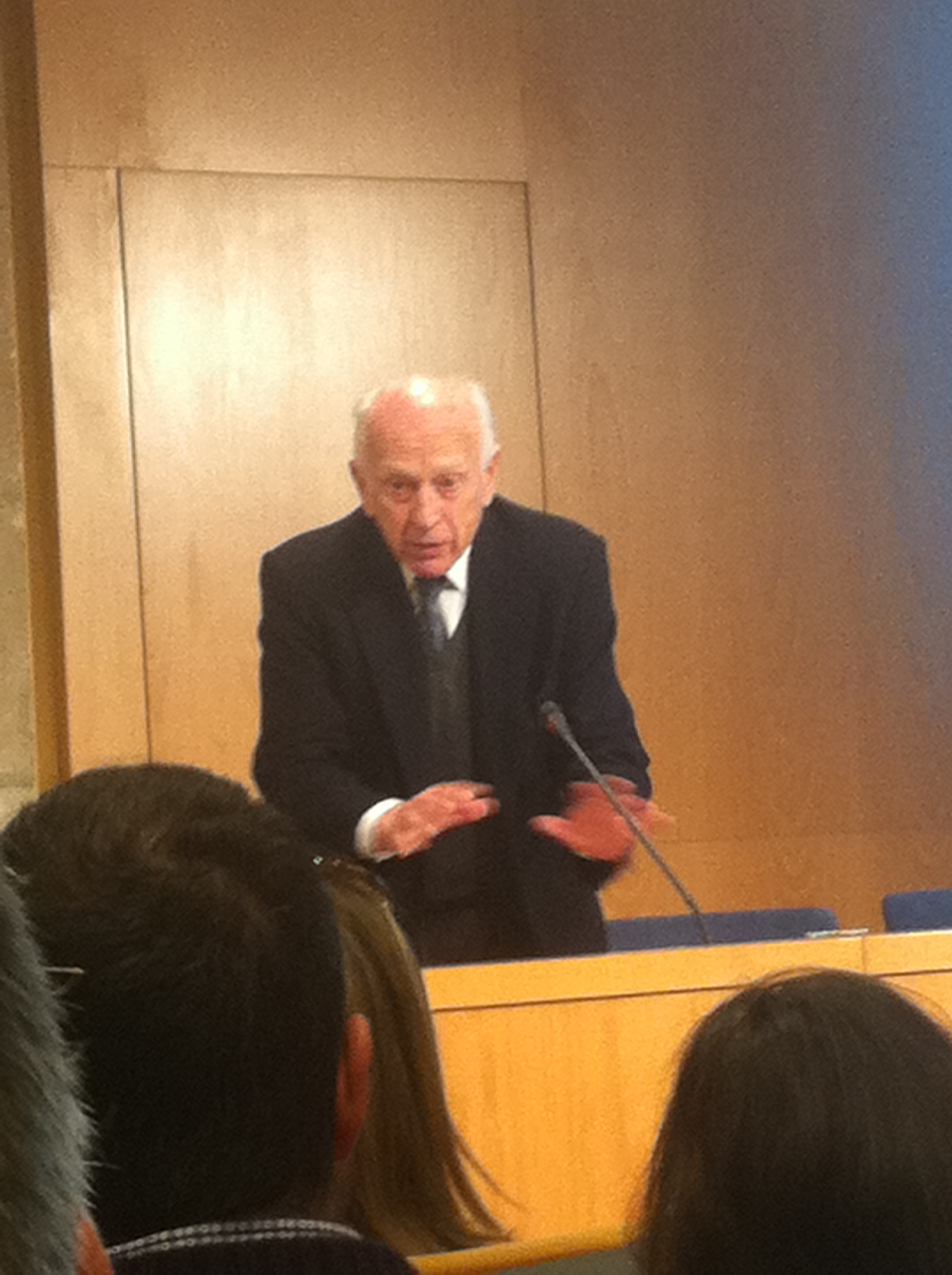
Jordi Bonet i Armengol

Jordi Bonet i Armengol (* 12. Mai 1925 in Barcelona; † 20. Juni 2022) war ein spanischer Architekt. Ab 1998 war er Präsident der Reial Acadèmia Catalana de Belles Arts de Sant Jordi.

## Biografie
Bonet, Sohn des Architekten Lluís Bonet i Garí, studierte an der Universität Barcelona bis 1949. 1952 heiratete er Mariona Agustí i Badia, eine Tochter von Conxita Badia i Millàs. Mit ihr hat er sechs gemeinsame Kinder. Von 1981 bis 1984 war er Generaldirektor der Generalitat de Catalunya für Kunstschätze. Seine architektonischen Entwürfe orientieren sich stark am Stil Antoni Gaudís. Von 1985 bis 2012 war Jordi Bonet Head Architect der Sagrada Família. Ursprünglich sollte er die Bauleitung bereits 1982 nach dem Rücktritt seines Vaters Lluís Bonet i Gari übernehmen. Das war allerdings erst möglich, nachdem er den Posten des Generaldirektors für Kunstschätze 1984 verlor. Bonet leitete die Bauarbeiten an La Sagrada Família 27 Jahre lang und gehörte zu den Ehrengästen bei der Weihung der Sagrada Família durch Papst Benedikt XVI im Jahre 2010. Bonet gehört seit 1987 auch der Gruppe an, die die Arbeiten an der Sagrada Família koordiniert. Er verstarb 2022 im Alter von 97 Jahren.

## Werke (Auswahl)
- Kirche in Vinyoles d’Orís, Osona (1955)
- Sant Medir-Kirche, Barcelona (1960)
- Kirche von La Fortesa, Anoia (1962)
- Aiscondel-Gebäude, Barcelona
- Sant Gregori-Schule
- Pau-Casals-Auditorium, El Vendrell (1981)

## Auszeichnungen
- „Premi Ciutat de Barcelona“ (Ehrenpreis der Stadt Barcelona) für die Restauration des Gebäudes der Fundació Enciclopèdia Catalana
- „Lluís-Domènech-i-Montaner“-Preis für sein Buch El último Gaudí, Institut d’Estudis Catalans (1999)
- Creu de Sant Jordi für seine Bücher La Arquitectura al servicio de la Música (1986; Die Architektur im Dienste der Musik) und Templo de la Sagrada Familia (1992), Generalitat de Catalunya